# Caenacis capnopterus
Caenacis capnopterus är en stekelart som först beskrevs av Julius Theodor Christian Ratzeburg 1848.  Caenacis capnopterus ingår i släktet Caenacis och familjen puppglanssteklar. Inga underarter finns listade.